# Hokkaido Gals Are Super Adorable!
Hokkaido Gals Are Super Adorable! (jap. 道産子ギャルはなまらめんこい Dosanko gyaru wa namara menkoi) – manga autorstwa Kaia Ikady, publikowana w magazynie internetowym „Shōnen Jump+” wydawnictwa Shūeisha od września 2019 do września 2024. Na jej podstawie studia Silver Link i Blade wyprodukowały serial anime, który emitowano od stycznia do marca 2024.

## Fabuła
Nastolatek Tsubasa Shiki przeprowadza się z Tokio do miasta Kitami na Hokkaido. Po przyjeździe spotyka koleżankę ze swojej nowej szkoły i gyaru imieniem Minami Fuyuki, która z miejsca polubiła chłopaka z wielkiego miasta i wzięła go pod swoje skrzydła. Tsubasa przekonuje się, że nie przypomina ona żadnej innej dziewczyny, którą spotkał wcześniej.

## Bohaterowie
- Tsubasa Shiki (jap. 四季 翼 Shiki Tsubasa)

Seiyū: Nobunaga Shimazaki 
- Minami Fuyuki (jap. 冬木 美波 Fuyuki Minami)

Seiyū: Ayane Sakura 
- Sayuri Akino (jap. 秋野 沙友理 Akino Sayuri)

Seiyū: Yumiri Hanamori 
- Rena Natsukawa (jap. 夏川 怜奈 Natsukawa Rena)

Seiyū: Reina Ueda 
- Asuka (jap. 飛鳥)

Seiyū: Mariko Nagai 
- Hina (jap. 日菜)

Seiyū: Yurika Kubo 
- Takayumi Matsuo (jap. 松尾 隆弓 Matsuo Takayumi)

Seiyū: Yoshitsugu Matsuoka 
- Mai Fuyuki (jap. 冬木 眞衣 Fuyuki Mai)

Seiyū: Eri Kitamura 
- Momoko Fuyuki (jap. 冬木 桃子 Fuyuki Momoko)

Seiyū: Rika Nagae 
- Kaede Hanamiya (jap. 花宮 楓 Hanamiya Kaede)

Seiyū: Yōko Imaizumi 

## Manga
Seria była publikowana od 4 września 2019 do 11 września 2024 w magazynie „Shōnen Jump+”. Wydawnictwo Shūeisha zebrało jej rozdziały w 14 tomach typu tankōbon, wydawanych od 4 grudnia 2019 do 1 listopada 2024.
| Nr | Data wydania (język japoński) | ISBN (język japoński)  |
| -- | ----------------------------- | ---------------------- |
| 1  | 4 grudnia 2019                | ISBN 978-4-08-882165-8 |
| 2  | 4 marca 2020                  | ISBN 978-4-08-882272-3 |
| 3  | 3 lipca 2020                  | ISBN 978-4-08-882374-4 |
| 4  | 4 grudnia 2020                | ISBN 978-4-08-882543-4 |
| 5  | 2 kwietnia 2021               | ISBN 978-4-08-882638-7 |
| 6  | 4 sierpnia 2021               | ISBN 978-4-08-882775-9 |
| 7  | 3 grudnia 2021                | ISBN 978-4-08-882861-9 |
| 8  | 3 czerwca 2022                | ISBN 978-4-08-883082-7 |
| 9  | 4 listopada 2022              | ISBN 978-4-08-883331-6 |
| 10 | 3 marca 2023                  | ISBN 978-4-08-883416-0 |
| 11 | 4 lipca 2023                  | ISBN 978-4-08-883655-3 |
| 12 | 4 grudnia 2023                | ISBN 978-4-08-883810-6 |
| 13 | 2 maja 2024                   | ISBN 978-4-08-883896-0 |
| 14 | 1 listopada 2024              | ISBN 978-4-08-884263-9 |

## Anime
Adaptacja w formie telewizyjnego serialu anime została zapowiedziana 26 października 2022. Seria została wyprodukowana przez studia Silver Link i Blade. Za reżyserię odpowiadał Misuzu Hoshino, scenariusz napisała Mirai Minato, która pełni również funkcję głównego reżysera, a projektami postaci zajął się Katsuyuki Sato. Początkowo premiera była zaplanowana na 2023 rok, ale później została opóźniona. Anime emitowano od 9 stycznia do 26 marca 2024 w TV Tokyo i innych stacjach. Motywem otwierającym jest „Namaramenkoi gyaru” (jap. なまらめんこいギャル) autorstwa Masayoshiego Ōishiego, natomiast końcowym „Wayawayawa-!” (jap. わやわやわー！) w wykonaniu Asaki. Prawa do streamingu serii nabył Crunchyroll.

### Lista odcinków
| №  | Tytuł | Premiera         |
| -- | --- | ---------------- |
| 1  | Hokkaido Gals Are Super Adorable! Dosanko gyaru wa namara menkoi (道産子ギャルはなまらめんこい)               | 9 stycznia 2024  |
| 2  | It’s Super Warm Inside the Snow Fort Kamakura no chuu wa namara nukui (かまくらの中はなまらぬくい)            | 16 stycznia 2024 |
| 3  | Akino-san Is Super Unfriendly Akino-san wa namara tsurenai (秋野さんはなまらつれない)                         | 23 stycznia 2024 |
| 4  | Nighttime Calls Are Super Ticklish Yoru no denwa wa namara mo chokoi (夜の電話はなまらもちょこい)             | 30 stycznia 2024 |
| 5  | Super Bitter, Super Sweet Namara nigakute namara amai (なまら苦くてなまら甘い)                                | 6 lutego 2024    |
| 6  | Natsukawa-Senpai Is Super Good-Looking Natsukawa-senpai wa namara kiriyō yoshi (夏川先輩はなまらきりょーよし) | 13 lutego 2024   |
| 7  | Final Exams Are Super Hard Kimatsu shiken wa namara yurukunai (期末試験はなまらゆるくない)                    | 20 lutego 2024   |
| 8  | Yakiniku with Friends Is Super Delish Min’na de yakiniku wa namara umai (みんなで焼肉はなまらうまい)          | 27 lutego 2024   |
| 9  | Lake Abashiri Is Super Relaxing Abashiri-ko wa namara azuma shii (網走湖はなまらあずましい)                   | 5 marca 2024     |
| 10 | Time Flies Super Fast Toki wa namara nagare-ra saru (時はなまら流らさる)                                      | 12 marca 2024    |
| 11 | Youth Hits Super Hard in the Feels Seishun tte namara e moi (青春ってなまらえもい)                            | 19 marca 2024    |
| 12 | Life Without You Feels Super Off Kimi ga inai to namara izui (君がいないとなまらいずい)                       | 26 marca 2024    |